# Wydział Humanistyczny Uniwersytetu Śląskiego
Wydział Humanistyczny Uniwersytetu Śląskiego w Katowicach – jeden z ośmiu wydziałów Uniwersytetu Śląskiego w Katowicach, utworzony w 1968. W latach 1973–2019 funkcjonował jako Wydział Filologiczny Uniwersytetu Śląskiego w Katowicach.  

## Historia Wydziału
Wydział Humanistyczny powstał w 1968 jako jeden z czterech wydziałów nowo utworzonego Uniwersytetu Śląskiego w Katowicach. W 1973 utworzono (formalnie) trzy nowe wydziały, wśród nich Wydział Filologiczny i Wydział Nauk Społecznych. Podstawą Wydziału Filologicznego był istniejący od 1969 roku Instytut Filologii Polskiej na Wydziale Humanistycznym oraz filia w Sosnowcu, działająca na zasadach organizacyjnych Wyższego Studium Nauczycielskiego.
Wydział ponownie nazwano w ten sposób 1 października 2019 roku Uchwałą Senatu Uniwersytetu Śląskiego w Katowicach z 28 maja 2019 roku, tworzącą osiem wydziałów uczelni.
Strukturę wewnętrzną Wydziału od 2019 r. tworzy sześć instytutów dyscyplinowych:
- Instytut Filozofii
- Instytut Historii
- Instytut Językoznawstwa
- Instytut Literaturoznawstwa
- Instytut Nauk o Kulturze
- Instytut Nauk o Sztuce

W skład instytutów weszły jednostki z pięciu dotychczasowych wydziałów: Filologicznego (Katowice, Sosnowiec), Nauk Społecznych (Katowice), Pedagogiki i Psychologii (Katowice), Artystycznego (Cieszyn) oraz Etnologii i Nauk o Edukacji (Cieszyn).

## Poczet dziekanów

### Dziekani Wydziału Filologicznego (1973–2019)
1. dr hab. Władysław Lubaś (1973–1975)
2. dr hab. Tadeusz Bujnicki (1975–1977)
3. dr hab. Witold Nawrocki (1977–1980)
4. dr hab. Aleksander Wilkoń (1980–1982)
5. dr hab. Aleksander Abłamowicz (1982–1984)
6. dr hab. Włodzimierz Wójcik (1984–1987)
7. dr hab. Jan Malicki (1987–1990)
8. prof. dr hab. Tadeusz Miczka (1990–1996)
9. prof. dr hab. Wiesław Banyś (1996–2002)
10. prof. dr hab. Piotr Wilczek (2002–2008)
11. prof. dr hab. Rafał Molencki (2008–2016)
12. prof. dr hab. Krzysztof Jarosz (2016–2019)

### Dziekani Wydziału Humanistycznego (od 2019)
1. prof. dr hab. Krzysztof Jarosz (2019–2020)
2. prof. dr hab. Adam Dziadek (od 2020)

## Władze Wydziału
W kadencji 2024–2028:
| Stanowisko                                           | Imię i nazwisko                      |
| ---------------------------------------------------- | ------------------------------------ |
| Dziekan                                              | prof. dr hab. Adam Dziadek           |
| Prodziekan ds. badań naukowych                       | prof. dr hab. Leszek Drong           |
| Prodziekan ds. studenckich i kształcenia - Katowice  | dr hab. Anna Kałuża, prof. UŚ        |
| Prodziekan ds. studenckich i kształcenia - Sosnowiec | prof. dr hab. Renata Dampc-Jarosz    |
| Prodziekan ds. rozwoju                               | dr hab. Lucyna Sadzikowska, prof. UŚ |

## Kierunki kształcenia
Wydział Humanistyczny kształci studentów na 25 kierunkach studiów wyższych.

### Studia I stopnia
Dostępne kierunki:
- Architektura informacji
- Doradztwo filozoficzne i coaching
- Filologia angielska
- Filologia germańska
- Filologia klasyczna
- Filologia polska
- Filologia romańska
- Filologia rosyjska
- Filologia słowiańska
- Filozofia
- Historia
- Historia sztuki
- Informacja naukowa i bibliotekoznawstwo
- Kognitywistyka
- Komunikacja cyfrowa
- Komunikacja promocyjna i kryzysowa
- Kulturoznawstwo
- Kultury mediów
- Lingwistyka stosowana
- Logopedia
- Mediteranistyka
- Międzynarodowe studia polskie
- Sztuka pisania
- Turystyka historyczna

### Studia II stopnia
Dostępne kierunki:
- Doradztwo filozoficzne i coaching
- Filologia angielska
- Filologia germańska
- Filologia klasyczna
- Filologia polska
- Filologia romańska
- Filologia rosyjska
- Filologia słowiańska
- Filozofia
- Historia
- Informacja naukowa i bibliotekoznawstwo
- Kognitywistyka
- Komunikacja promocyjna i kryzysowa
- Kulturoznawstwo
- Kultury mediów
- Logopedia
- Międzynarodowe studia polskie
- Środkowoeuropejskie studia historyczne
- Twórcze pisanie i marketing wydawniczy

## Struktura organizacyjna

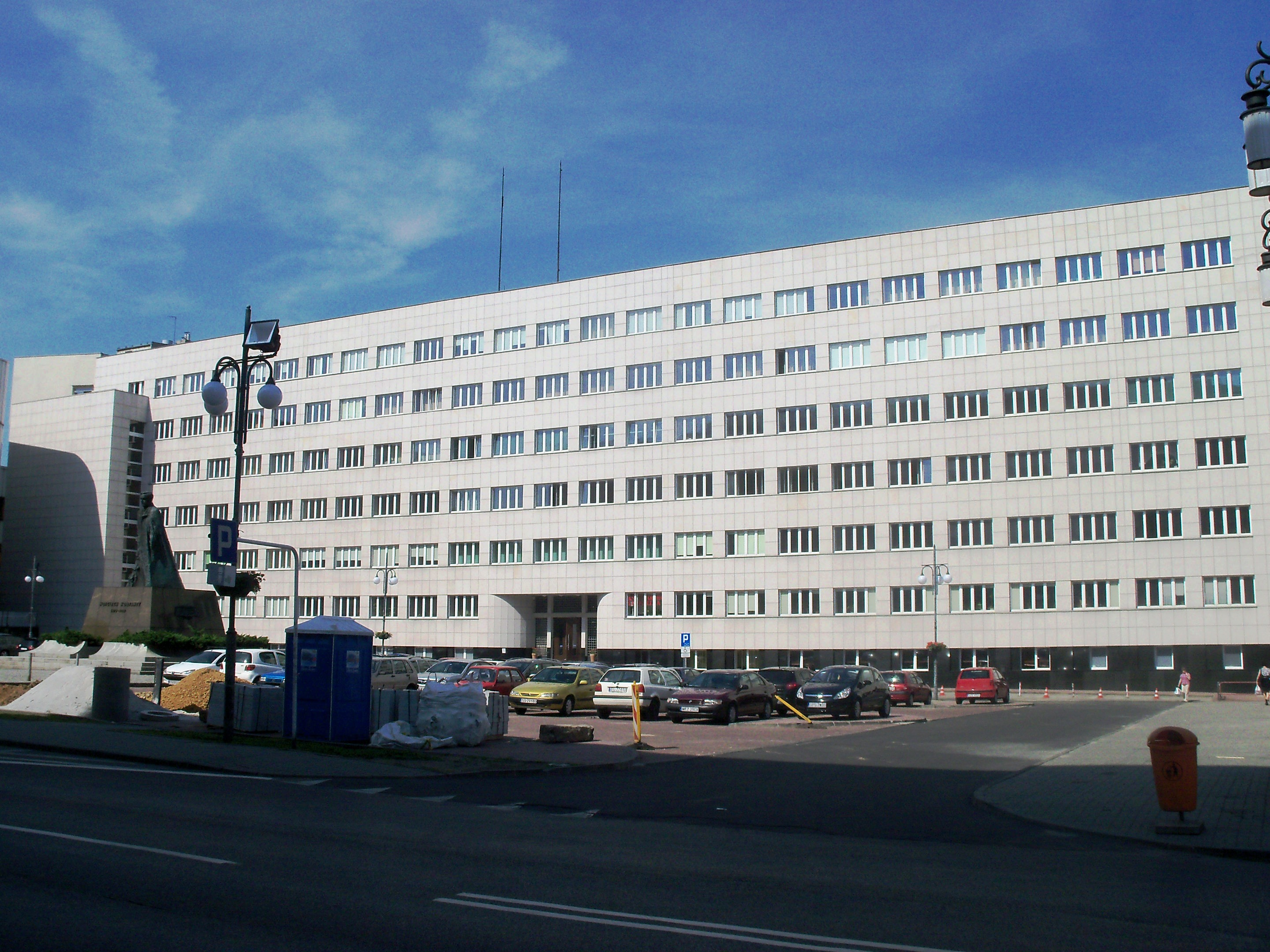
Plac Sejmu Śląskiego w Katowicach; zbudowany jako Gmach Urzędów Niezespolonych w Katowicach, pełnił także funkcje siedziby Komitetu Wojewódzkiego Polskiej Zjednoczonej Partii Robotniczej w Katowicach i siedziby Wydziału Filologicznego UŚ w latach 1990–2021

| Instytut                    | Dyrektor                         |
| --------------------------- | -------------------------------- |
| Instytut Filozofii          | prof. dr hab. Dariusz Kubok      |
| Instytut Historii           | prof. dr hab. Jerzy Sperka       |
| Instytut Językoznawstwa     | dr hab. Adam Wojtaszek, prof. UŚ |
| Instytut Literaturoznawstwa | dr hab. Jan Kucharski, prof. UŚ  |
| Instytut Nauk o Kulturze    | dr hab. Beata Gontarz, prof. UŚ  |
| Instytut Nauk o Sztuce      | dr hab. Bogumiła Mika, prof. UŚ  |
| Instytut Polonistyki        | prof. dr hab. Dariusz Pawelec    |

## Zmarli nauczyciele akademiccy (lista niepełna)
- Irena Bajerowa
- Piotr Dziedzic
- Mirosław Fazan
- Alina Kowalska
- Witold Nawrocki
- Krzysztof Uniłowski